# نوستا، میشیگان
نوستا (به انگلیسی: Novesta Township) یک منطقهٔ مسکونی در ایالات متحده آمریکا است که در شهرستان تاسکولا، میشیگان واقع شده‌است.
 نوستا ۹۳٫۰ کیلومتر مربع مساحت و ۱٬۴۹۱ نفر جمعیت دارد و ۲۲۳ متر بالاتر از سطح دریا واقع شده‌است.